# Arctia krodeli
Arctia krodeli là một loài bướm đêm thuộc phân họ Arctiinae, họ Erebidae.